# وندر ايغ بريوريتي
وندر إيغ بريوريتي (باليابانية:  ワンダーエッグ・プライオリティ، بالروماجي: Wandā Eggu Puraioriti)، تعني (أفضلية البيضة العجيبة)، هو مسلسل أنمي تلفزيوني أصلي(أ) ياباني بإنتاج مشترك بين (أنيبلكس، وتلفزيون نيبون، ودي إن دريم بارتنرز) وتنفيذ ستوديو كلوفر وركس، عرض في اليابان بين يناير ومارس 2021، بالإضافة إلى حلقة خاصة صدرت يوم 30 يونيو من نفس العام.

## القصة
تدور القصة حول «أوتو أي»، طالبة مدرسة ثانوية توقفت عن إرتياد مدرستها بعد موت صديقتها «ناغاسي كويتو»، أثناء تجولها ليلاً في وقت متأخر تسمع صوتاً يحدثها ويرشدها إلى آلة تقوم بتوزيع «بيض العجائب»، في تلك الليلة تُسحب «أي» في نومها إلى عالم الأحلام تكسر فيه البيضة لتَظهر داخلها فتاة، يجب على «آي» حماية هذه الفتاة من كائنات تسمى «أشرار سينو» التي تحاول قتلها، يشرح الصوت الغامض لأي بأنها إذا أنقذت عدد كافي من الناس في هذا العالم يمكنها أن تعيد صديقتها كويتو، لهذا تستمر في شراء بيض العجائب وإنقاذ سكانها، أثناء هذا تلتقي أي بثلاث فتيات أخريات يقمن بفعل نفس الشيء وهم: نيرو آونوما، ريكا كاواي، موموي ساواكي.

## الشخصيات
آي أوتو (大戸アイ، Ōto Ai)
أداء صوتي: كاناتا ايكاوا
يوم الميلاد: 15 يونيو.
فتاة بعمر 14 عام، تعاني من حالة تغاير لون القزحيتين مما يجعلها عرضة للتنمر، بالإضافة إلى موت أول صديقة لها بشكل مأساوي بإنتحارها من سطح المدرسة، تتوقف عن الذهاب إلى المدرسة، لمعرفة حقيقة إنتحار «كويتو» وإنقاذها تبدأ بشراء البيض الغامض ومساعدة ساكنيها.
نيرو اونوما (青沼ねいる، Aonuma Neiru)
أداء صوتي: توموري كوسونوكي
يوم الميلاد: 27 أبريل.
ولدت فتاة بعمر 14 عام هادئة ومتحفظة، لا تقوم بأي مبادرة للتعرف على أشخاص آخرين، دخلت المشفى على إثر طعنة قوية تلقتها في ظهرها من قبل أختها، علمت أثناء تعافيها أن أختها إنتحرت بإلقاء نفسها من فوق جسر، ترك هذا ندبة مؤلمة لدى «نيرو» ومشاعر معقدة نحو أختها لذا تلجأ إلى عالم البيض في محاولة لإعادة أختها إلى الحياة.
ريكا كاواي (川井リカ، Kawai Rika)
أداء صوتي: شوكا سايتو
يوم الميلاد: 18 أكتوبر.
فتاة بعمر 14 عام جريئة وصريحة، لا تتردد لحظة بقول ما يدور في ذهنها، كانت في السابق نجمة غناء بقاعدة معجبين صغيرة، تعرفت خلال فعاليات مع المعجبين على إحدى أكبر معجباتها فتاة بدينة تدعى «تشيمي»، إلا أنها أدركت أن هذه الفتاة كانت تسرق متجراً لتجلب لها هدايا، محاولةً منها لإيقافها، قامت «ريكا» بجرح مشاعر «تشيمي» وإهانتها بقول أنها ستشعر بالحرج إذا أصبحت صديقة لفتاة سمينة، بعد ذلك سمعت بأن «تشيمي» جوعت نفسها حتى الموت، لإعادتها إلى الحياة لجأت إلى عالم البيض.
موموي ساواكي (沢木桃恵، Sawaki Momoe)
أداء صوتي: هيناكي يانو
يوم الميلاد: 30 مارس.
فتاة بعمر 14 عام، شكلها الخارجي يجعل الناس يعتقدون بأنها فتى، ابنة أخ الأستاذ «شويتشيرو ساواكي»، كانت صديقة مقربة لفتاة تدعى «هاروكا»، هي الوحيدة التي كانت تعاملها كفتاة، إلا أن «هاروكا» حاولت أن تجر علاقتهما إلى جانب آخر عندما طلبت من «موموي» لمسها، رفضت «موموي» هذا ولاحقاً إنتحرت «هاروكا» مما دفع «موموي» للإعتقاد بأنها المسؤولة عن موتها، لهذا تحصل على البيض لإعادة «هاروكا» إلى الحياة.
اكا (アカ، Aka)
أداء صوتي: يويا أوتشيدا
هو الكيان الذي أدخل وأرشد «أي» والفتيات الأخريات إلى معارك عالم البيض، يبدو مثل دمية بلا تعابير، لكن تعامله مهذب وأسلوبه لبق.
أورا-اكا (裏アカ، Ura-Aka)
أداء صوتي: هيروكي تاكاهاشي
شريك «أكا» في إرشاد الفتيات في عالم البيض، رغم مظهره المختلف والفوضوي أكثر من «اكا»، إلا أنه يقدم أحيانا أراء أكثر دقة وجرأة.
كويتو ناغاسي (長瀬小糸، Nagase Koito)
أداء صوتي: أزوسا تادوكورو
زميلة «آي» في المدرسة وصديقتها الأولى، إنتحرت بسبب تعرضها إلى تنمر مستمر، كما تربطها علاقة ما مع الأستاذ «ساواكي».
تاي أوتو (大戸多恵، Ōto Tae)
أداء صوتي: هاروكا شيرايشي
والدة «آي»، وأم عازبة، على الرغم من قلقها على «آي» بسبب عدم ذهابها إلى المدرسة، إلا أنها تعاملها بلطف.
شويتشيرو ساواكي (沢木修一郎، Sawaki Shuichiro)
أداء صوتي: ماساتومو ناكازاوا
معلم في مدرسة «آي»، ومشرف نادي الفن في المدرسة، يزور منزل «آي» كثيراً ليتحقق من حالتها.
تشياكي كاواي (川井千秋، Kawai Chiaki)
أداء صوتي: ناو
أم عازبة ووالدة «ريكا»، تتولى إدارة حانة من المنزل، ثملة دائماً، علاقتها مع إبنتها متوترة لأن «ريكا» تعتبرها السبب في عدم قدرتها على لقاء والدها.
ميساكي تانابي (田辺美咲، Tanabe Misaki)
أداء صوتي: هانا تاكيدا
تعمل سكرتيرة أولى في الشركة التي تديرها «نيرو» وتقدم لها دعم شخصي، تطلق على «نيرو» لقب «الرئيسة».
فريل (フリル، Furiru)
أداء صوتي: ميغومي ياماغوتشي
طفلة تم تصنيعها من قبل العالمان أكا وأورأكا في الماضي، وهي التي صنعت هايفين ودوت.

## إعلام

### أنمي
الأنمي الياباني الأصلي بإنتاج مشترك لأول مرة بين (أنيبليكس، وتلفزيون نيبون، ودي إن دريم بارتنرز)، وتنفيذ ستوديو كلوفر وركس، تولى «شينجي نوجيما» تأليف وكتابة الأنمي، والإخراج «شين واكاباياشي»، تصميم الشخصيات من قبل «ساكي تاكاهاشي»، وألحان «دي دي ماوس» و«ميتو»، شكلت مؤديات صوت الشخصيات الأربعة الرئيسية (كاناتا ايكاوا، توموري كوسونوكي، شوكا سايتو، ميناكي يانو) فرقة تحت اسم (أنيمونيريا)، لأداء أغاني الأنمي منها أغنية المقدمة بعنوان «أغنية مغادرة العش؛巣立ちの歌» وأغنية نهاية الأنمي والثيم الأساسي بعنوان «الحياة مشروب تفاح؛Life is サイダー».
الأنمي المتكون من 12 حلقة عرض على تلفزيون نيبون والمحطات اليابانية الأخرى بين (12 يناير-31 مارس) 2021، مع حلقة خاصة بطول ساعة عرضت في 30 يونيو 2021.
حصلت فنيميشن على رخصة عرض المسلسل على الإنترنت في أمريكا الشمالية والجزر البريطانية، وواكانيم [الإنجليزية] في أوروبا، وأنمي لاب في أستراليا ونيوزلندا، في شرق وجنوب شرق آسيا غراج-بلاي وبيلي بيلي.

#### قائمة الحلقات
| ر. الإجمالي | العنوان                   | العنوان الياباني     | روماجي                      | تاريخ العرض الأصلي [ 8 ] |
| ----------- | ------------------------- | -------------------- | --------------------------- | ------------------------ |
| 1           | «ميدان الأطفال»           | 子供の領分           | Kodomo no Ryōbun            | 13 يناير 2021(ب)         |
| 2           | «شروط الصداقة»            | 友達の条件           | Tomodachi no Jōken          | 20 يناير 2021            |
| 3           | «سكين مجردة»              | 裸のナイフ           | Hadaka no Naifu             | 27 يناير 2021            |
| 4           | «فتيات تزهو بالألوان»     | カラフル・ガールズ   | Karafuru Gāruzu             | 3 فبراير 2021            |
| 5           | «فتاة عازفة المزمار»      | 笛を吹く少女         | Fue o Fuku Shōjo            | 10 فبراير 2021           |
| 6           | «يوم لكمة الثمل»          | パンチドランク・デー | Panchi Doranku Dē           | 17 فبراير 2021           |
| 7           | «بعد المدرسة بعمر 14 سنة» | 14才の放課後         | Jūyon-sai no Hōkago         | 24 فبراير 2021           |
| 8           | «خطة الصداقة المشرقة»     | 明るい友達計画       | Akarui Tomodachi Keikaku    | 3 مارس 2021              |
| 9           | «قصة لا يعرفها أحد»       | 誰も知らない物語     | Dare mo Shiranai Monogatari | 10 مارس 2021             |
| 10          | «إعتراف»                  | 告白                 | Kokuhaku                    | 17 مارس 2021             |
| 11          | «طفل بالغ»                | おとなのこども       | Otona no Kodomo             | 24 مارس 2021             |
| 12          | «محارب لا يخسر»           | 負けざる戦士         | Makezaru Senshi             | 31 مارس 2021             |
| خاصة        | «أفضليتي»                 | 私のプライオリティ   | Watashi no Puraioriti       | 30 يونيو 2021            |

## هوامش
أ: مصطلح «أنمي أصلي» يدل على المسلسل لم يقتبس من أي عمل آخر، تم تأليفه كأنمي مباشرةً.
ب: تاريخ عرض الأنمي في اليابان يوم 12 يناير بعد منتصف الليل، مما يجعله يوم 13 يناير فعلياً.